# Manuel Pastor y Landero
Manuel Pastor y Landero (Cádiz, 6 de agosto de 1829 –Sevilla, 28 de enero de 1889) fue un ingeniero de caminos y político español, varias veces diputado en las Cortes durante el período del Sexenio Revolucionario. 

## Biografía
Nació en Cádiz, el 6 de agosto de 1829. Formado como ingeniero de Caminos, dirigió obras en el cauce del río Guadalquivir a su paso por Sevilla, entre ellas la construcción del muelle comercial ubicado entre la Torre del Oro y el Puente de Isabel II. Fue Diputado a Cortes en las legislaturas de  1869 y 1872 en representación de Sevilla, y en la de 1871 en representación de Cazalla de la Sierra. El 16 de junio de 1870 presentó en las cortes constituyentes un conjunto de 11 370 firmas de vecinos de Sevilla que pedían se eligiera como rey de España a Antonio de Orleans (Duque de Montpensier).
En 1869 obtuvo la concesión para una línea ferroviaria  de 189 kilómetros de longitud que debía unir Mérida con Sevilla, llegando a iniciar las obras de la misma. Sin embargo, Pastor carecía de un apoyo financiero sólido para llevar a cabo tal empresa y debió hacer frente a las dificultades geográficas de Sierra Morena. Ante la acumulación de problemas, en 1880 decidió vender la concesión ferroviaria a la compañía MZA. No obstante, también mantuvo conversaciones en este sentido con sus acreedores, circunstancia que crearía no pocos problemas hasta que se logró encontrar una solución.
Falleció el 28 de enero de 1889, en Sevilla.